# 戴维·萨索利
（1956年5月30日—2022年1月11日）是意大利政治家和新闻工作者，民主党成员。自2009年以来為欧洲议会成员，2019年7月当选欧洲议会议长。2022年1月11日，大卫·萨索利于意大利的阿维亚诺逝世，享年65岁。萝伯塔·梅措拉接替其生前职务。